# Marília Pera
Marília Pera (en portugués; Marília Marzullo Pêra; Río de Janeiro, 22 de enero de 1943-Río de Janeiro, 5 de diciembre de 2015) fue una actriz, cantante y directora teatral brasileña.

## Biografía
Hija de los actores Dinorah Marzullo y Manuel Pera. Marília Pera actuó en 50 piezas teatrales, 30 películas y cerca de 40 novelas, series y programas televisivos. 
Entre 1969 y 2009 recibió 37 premios de mejor actriz.
Contrajo matrimonio con Paulo Graça Mello desde 1960 a 1962, con Nelson Motta desde 1972 a 1987, y con Bruno Faria desde 1998 a 2015.  
Fue madre del actor Ricardo Graça Mello y de las actrices Esperanza Motta y Nina Morena.
Falleció el 5 de diciembre de 2015 a los 72 años.

## Filmografía

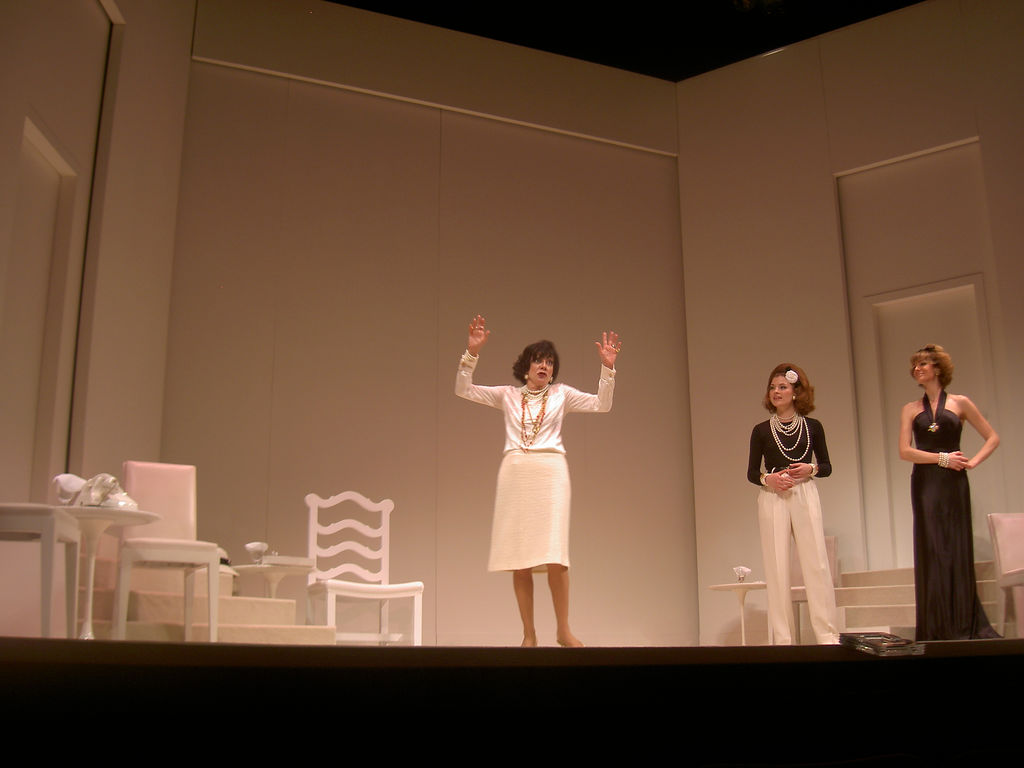
Marília Mademoiselle Chanel en 2002.

Marília Pera en 1970.

Filmografía en televisión y cine de Marília Pera:
| - 1965, A Moreninha ... Carolina - 1968, Beto Rockfeller... Manuela - 1969, Super Plá ... Joana Martini - 1971, Bandeira 2 ...Noeli - 1971, O Cafona ...Shirley Sexy - 1972, Doce Vampiro ...Rosa - 1972, Uma Rosa com Amor...Serafina Rosa Petrone - 1974, Supermanoela ... Manoela - 1979, Malu Mulher - 1982, Quem Ama Não Mata ...Alice - 1987, Brega e Chique ... Rafaela Alvaray - 1988, O Primo Basílio ... Juliana Couceiro Tavira - 1989, Top Model...Susana - 1990, Lua Cheia de Amor... Genuína Miranda (Genu) - 1990, Rainha da Sucata ... ela mesma - 1994, Incidente em Antares... Erotildes - 1996, El campeón ... Elizabeth Caldeira - 1997, Mandacaru... Isadora - 1998, Mi buen querer ... Custódia Alves Serrão - 2001, Brava Gente ...Pola - 2001, Os Maias ... Maria Monforte - 2003, Celebridade... ella misma - 2004, Comezar de nuevo Janis (Marlene Emilinha, Vó Doidona) - 2006, Cobras y Lagartos Maria Lúcia Pasquim Montini (Milu) - 2006, JK Sarah Lemos Kubitschek - 2007, Toma Lá, Dá Cá Ivone (Episódio: Boi Sonso, Marrada Certa) - 2007, Duas Caras Gioconda de Queiroz Barreto - 2008, Casos e Acasos Sônia - 2008, Lista de programas especiais da Rede Globo\|Xuxa e as Noviças ... Irmã Gardênia - 2010, A Vida Alheia Catarina Faissol - 2010, Ti Ti Ti Rafaela Alvaray - 2011, Insensato corazón ...ella misma. - 2011, Aquel beso... Maruschka Lemos de Sá. - 2012, 'Loco por Ella ... Madame Vivi. - 2013, Pé na Cova ... Darlene Pereira | - 1968, O Homem Que Comprou o Mundo ... Rosinha - 1970, É Simonal - 1974, O Donzelo - 1975, O Rei da Noite ... Pupe - 1975, Ana, a Libertina - 1978, O Grande Desbum... - 1981, Pixote: A Lei do Mais Fraco ... Sueli - 1983, Bar Esperança ... Ana - 1984, Mixed Blood ... Rita La Punta - 1987, Anjos da Noite ... Marta Brum - 1990, Dias Melhores Virao ... Maryalva 'Mary' Matos - 1995, Jenipapo ... Renata - 1998, Central do Brasil ... Irene - 1999, O Viajante ... Ana Lara - 2001, Amélia ... Amélia - 2003, Garrincha. Estrela Solitária ... Vanderléia - 2006, Acredite, um Espírito Baixou em Mim ... D. Graça - 2006, Vestido de Noiva ... Madame Clessy - 2008, Polaróides Urbanas ... Magda, Magali - 2008, Nossa Vida Não Cabe Num Opala ... - 2008, Xuxa e as Noviças ... Irmã Gardênia - 2009, Embarque Imediato ... Justina, Gilda |

## Premios
- Premio de la Asociación Paulista de Críticos de Arte
- 2000, Gran Premio del Cine Brasileño